# Bob (varumärke)
För andra betydelser, se Bob.

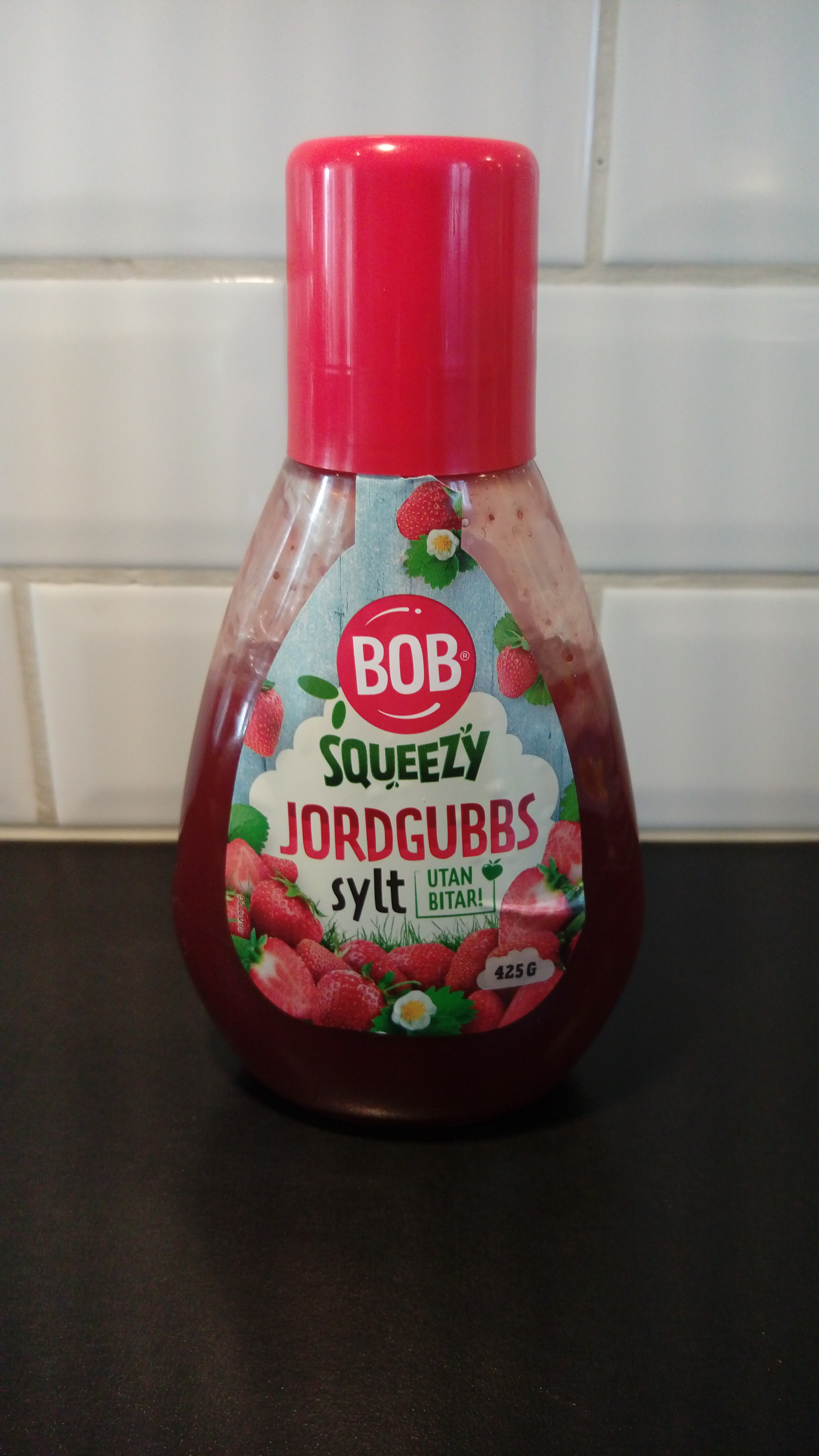
Jordgubbsylt av märket Bob.

Bob, i marknadsföring skrivet BOB, är ett varumärke för bland annat saft, sylt, marmelad, gelé och måltidsdryck. Namnet var ursprungligen en akronym för billigt och bra.
På 1930-talet började köpmannen Frank Olof Jansson från Kumla ta emot bär och frukt från sina kunder. År 1948 etablerade han safttillverkning i en gammal snickerifabrik och 1949 bildades bolaget Kumla Frukt industri AB. Företaget hade då fyra anställda och första året producerades 400 ton saft, vilket gav en omsättning på 250 000 kronor. Redan från början gick Hakonbolaget in som delägare och skötte distributionen. Tillverkningen skedde också under Hakonbolagets varumärke Corona. Varumärket Bob lanserades 1951 då man var först i Sverige med att lansera enlitersflaskor med apelsinsaft. Lanseringen blev en succé och första året sålde man över en miljon flaskor.
År 1971 köptes bolaget av Ica och 1975 invigdes en ny fabrik och bolaget fick namnet Bob Industrier. Bob köptes av Orkla 1993 och 1996 blev Bob ett varumärke under det Orklaägda Procordia Food. 2013 ledde en omorganisation fram till att Procordia slogs samman med Abba Seafood och Frödinge Mejeri och bildade Orkla Foods Sverige.